# Backarc-Becken

Schematische Darstellung einer Subduktionszone mit Backarc-Spreizung.

Backarc-Becken (engl. back-arc basin) und Forearc-Becken (engl. fore-arc basin oder outer arc) sind Becken oder, falls besonders stark entwickelt, sogar Seebecken, die bei der Subduktion einer ozeanischen Platte unter eine andere ozeanische Platte oder kontinentale Platte entstehen, jedoch im Detail durch völlig verschiedene Prozesse erzeugt werden. Die englischen Vorsilben back (hinter) und fore (vor) beziehen sich hierbei zum einen auf die Lage im Bezug zu dem durch Vulkanismus geprägten Inselbogen, welcher sich zwischen diesen Becken befindet, und zum anderen auf die Lage im Bezug zur Subduktionsfront, deren Position in etwa der Tiefseerinne entspricht. Hierbei liegt das Forearc-Becken auf der Subduktionsfront-zugewandten Seite des Inselbogens und das Backarc-Becken auf der Subduktionsfront-abgewandten Seite des Bogens.

## Forearc-Becken
Forearc bedeutet demnach aus Sicht der Subduktionsfront vor dem magmatischen Bereich des Inselbogens gelegen. Weil es dort in der Regel keinen Magmatismus gibt, wird der Forearc-Bereich auch magmatische Lücke genannt. Dort bildet sich durch das auf der subduzierenden Platte angelieferte Material ein Akkretionskeil aus. Infolge der tektonischen Spannungen am äußersten Rand der Oberplatte kann dieser angehoben werden und einen Forearc-Rücken bilden. Diese Hebung kann so weit gehen, dass der Forearc-Rücken die Meeresoberfläche erreicht, wie beispielsweise im Fall von Kreta und Barbados. Der nicht oder weniger stark angehobene Bereich zwischen Forearc-Rücken und Vulkanbogen wird Forearc-Becken genannt. Forearc-Becken sind stets relativ flach.

## Backarc-Becken

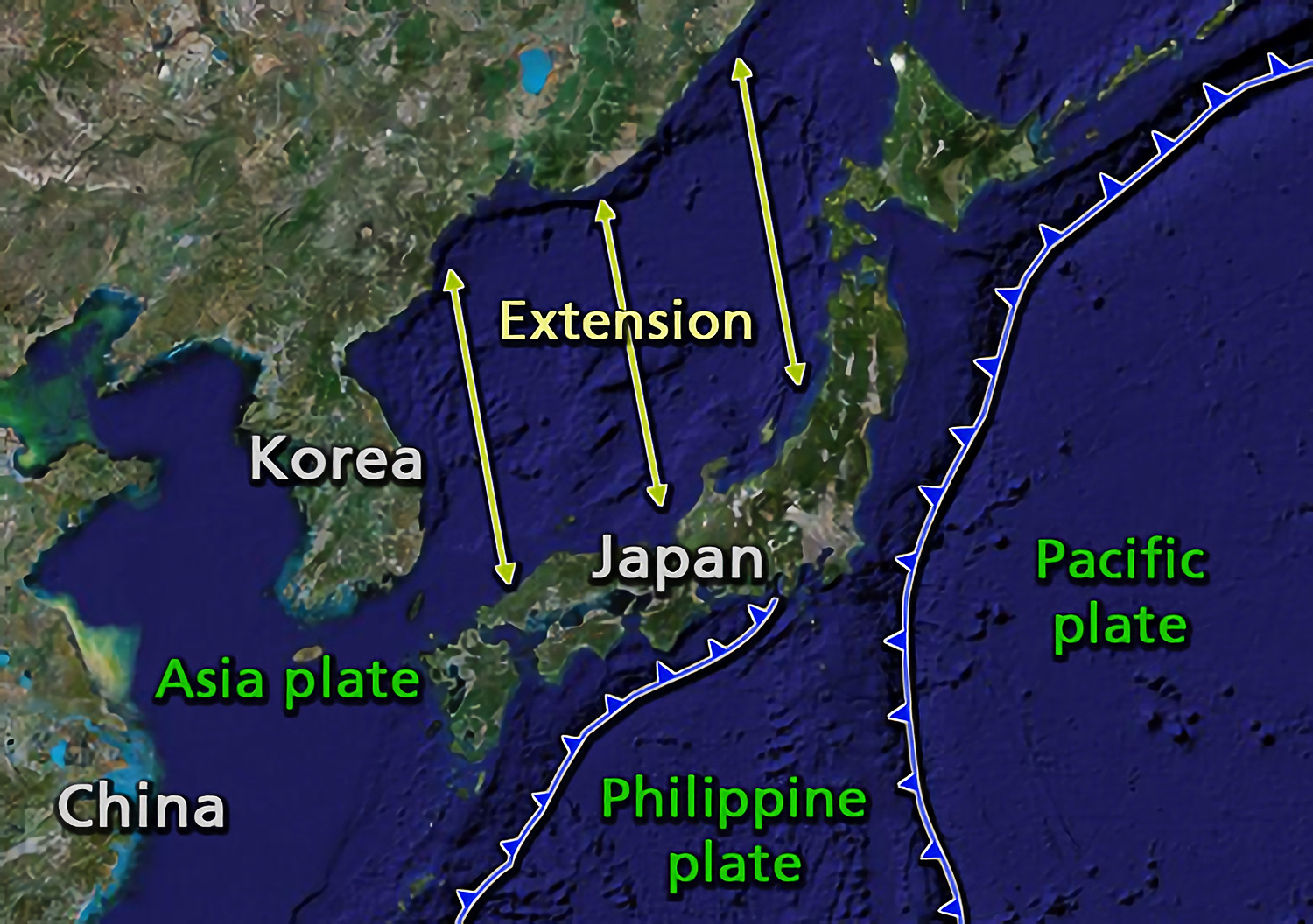
Das Seebecken des Japanischen Meers wird als Backarc-Becken interpretiert, das einst als kontinentaler Grabenbruch an der Rückseite eines kontinentalen Vulkanbogens am Ostrand der Eurasischen Platte seinen Anfang nahm. Da die entsprechende ozeanische Spreizungszone heute inaktiv ist, wird Japan aber nicht als eigene Kontinentalplatte, sondern als Teil der Eurasischen Platte betrachtet. Die Subduktionsfronten sind in der Abbildung durch die blauen Zackenlinien gekennzeichnet

Backarc bedeutet hingegen aus Sicht der Subduktionsfront hinter dem magmatischen Bereich des Inselbogens gelegen. Dort kann es zur Dehnung und infolgedessen zum Einsinken der Erdkruste kommen. Diese abgesenkten Bereiche werden Backarc-Becken genannt. Backarc-Becken entstehen bevorzugt an Inselbögen, in deren Subduktionszonen relativ alte, das heißt schwere ozeanische Kruste subduziert wird. Die ozeanische Platte sinkt dort eher „von alleine“ und daher in einem relativ steilen Winkel in den Erdmantel ab, als dass sie aktiv von der Oberplatte überfahren wird. Infolgedessen bewegt sich die Subduktionsfront entgegengesetzt der Driftrichtung der subduzierten Platte. Dies wird slab roll-back genannt. Der slab roll-back erzeugt horizontale, quer zur Subduktionsfront wirkende Zugkräfte in der Oberplatte, ein Effekt, der als Trench suction (wörtlich in etwa: von der Tiefseerinne ausgehender Sog) bezeichnet wird. Diese Zugkräfte bewirken eine Dehnung im Backarc, die zunächst zur Bildung eines Grabenbruches führt, bei anhaltender Dehnung aber bis hin zur Entstehung einer ozeanischen Spreizungszone und damit zur Öffnung eines tiefen Ozeanbeckens gehen kann. Ein anderes Modell zur Entstehung von Backarc-Becken geht von einem Abreißen von subduzierter ozeanischer Kruste (engl. slab break-off) im Erdmantel unter dem Backarc-Bereich mit einem anschließenden Aufstieg (engl. upwelling) heißen Mantelmaterials aus, das heißt, die Backarc-Dehnung wird durch Aufheizung und thermische Aufwölbung der Kruste verursacht.
Beispiele für relativ große Backarc-Becken sind das japanische Becken zwischen dem asiatischen Festland und Japan, das Südchinesische Meer sowie die Sulu-See und die Celebes-See.
Beispiele für aktive Backarc-Spreizungszonen sind der Marianen-Trog im Backarc-Bereich des Marianen-Bogens im östlichen Philippinischen Meer und der Havre-Trog (Lau-Becken) zwischen dem Kermadec-Tonga-Rücken und dem Colville-Lau-Rücken nordöstlich von Neuseeland.